# 陈再方
陈再方（1952年—），湖北红安人，生于北京。1968年参军，1969年入党，1976年毕业于北京大学中文系。中国人民解放军中将，是曾任中央政治局委员、国务院副总理的开国上将陈锡联的第三子。
曾在国务院国防工业办公室、国防科学技术工业委员会、总装备部工作，历任处长、局长、部长职务，长期从事国防科技和武器装备发展建设管理工作。1998年，任中国人民解放军总装备部综合计划部局长、副部长。2007年12月任总装备部军兵种装备部部长。2010年7月，升任总装备部科学技术委员会副主任。2015年8月卸任总装备部科技委副主任一职。
2004年7月授予少将军衔，2011年7月授予中将军衔。第十二届全国人大代表。2018年1月，当选第十三届全国政协委员。